# Тихоновка (Бурлаковское сельское поселение)
Ти́хоновка — посёлок в Прокопьевском районе Кемеровской области. Входит в состав Бурлаковского сельского поселения.

## География
Центральная часть населённого пункта расположена на высоте 294 м над уровнем моря.

## Население
| 2010 |
| ---- |
| 385  |

### Половой состав
По данным Всероссийской переписи населения 2010 года, в посёлке Тихоновка проживало 385 человек (188 мужчин, 197 женщин).